# Diecezja Daejeon
Diecezja Daejeon (łac. Dioecesis Taeieonensis; kor. 천주교 대전교구) – rzymskokatolicka diecezja ze stolicą w Daejeon, w Korei Południowej. Biskup Daejeonu jest sufraganem arcybiskupa seulskiego.
31 grudnia 2010 w diecezji służyło 326 kapłanów, z czego 320 było Koreańczykami a 6 obcokrajowcami. W seminarium duchownym kształciło się 157 alumnów.
W 2023 w diecezji służyło 89 braci i 583 siostry zakonne.
Kościół katolicki na terenie diecezji prowadzi 4 szpitale oraz 47 instytucji pomocy społecznej. W diecezji znajduje się również 1 katolicki uniwersytet dla osób świeckich.

## Historia
23 czerwca 1958 papież Pius XII bullą Sacro suadente erygował wikariat apostolski Daejeon. Dotychczas wierni z tych terenów należeli do wikariatu apostolskiego Seulu (obecnie archidiecezja seulska).
10 marca 1962 papież Jan XXIII wyniósł wikariat apostolski Daejeon do rangi diecezji.

## Ordynariusze

### Wikariusz apostolski Daejeon
- Adrien-Jean Larribeau MEP[1] (1958 - 1962)

### Biskupi Daejeon
- Adrien-Jean Larribeau MEP (1962 - 1963)
- Peter Hwang Min-sung (1965 - 1984)
- Joseph Kyeong Kap-ryong (1984 - 2005)
- Lazarus You Heung-sik (2005 - 2021)
- Augustinus Kim Jong-soo (od 2022)